# Nils Olav Fjeldheim
Nils Olav Fjeldheim (Tysværvåg, 18 aprile 1977) è un canoista norvegese.
Ha vinto una medaglia di bronzo alle Olimpiadi di Atene 2004 nel K2 1000 m in coppia con Eirik Verås Larsen. Ha vinto inoltre un titolo mondiale e anche numerosi titoli europei.

## Palmarès
- Olimpiadi

Atene 2004: bronzo nel K2 1000 m.
- Mondiali

1998: bronzo nel K4 200 m.
2001: oro nel K2 1000 m.
2002: argento nel K2 1000 m.
- Campionati europei di canoa/kayak sprint

Zagabria 1999: argento nel K2 200m.
Poznań 2000: oro nel K2 1000m.
Milano 2001: oro nel K2 1000m.
Seghedino 2002: bronzo nel K2 1000m.
Poznań 2004: oro nel K2 1000m.